# I-フィルター
i-FILTER（アイフィルター）はデジタルアーツ株式会社が開発・発売しているPC用ソフトウェアの一種のコンシューマ向けコンテンツフィルタリング製品の名称であり、同社の登録商標である。最新バージョン6.0はネットワーク化され、リモートでの設定変更や利用状況の確認等の機能が追加された。同名のソフトウェアやサービスが存在するが、本項目ではデジタルアーツ社のPC向け「i-フィルター X」（Xはバージョン数）について説明する。なお、製品名の「i-」はどちらも半角英数となっており、「iーフィルター」、「i-フィルタ」、「ｉーフィルター」、「iフィルター」などは間違いである。

## 概要
「i-FILTER」はPC用としては初めて日本PTA全国協議会の推薦を受けたソフトウェアである。発売元であるデジタルアーツ社によると家庭向けフィルタリングソフトのシェアはNo.1、また同社のフィルタリングソフトは2022年8月現在で日本全国25,000校に導入されているという。販売形態はパッケージ及びダウンロード販売となっている。なお、総合セキュリティソフトとは異なり、1つのライセンスで利用できるPCの数は1台のみとなっている。ただし、各々のPC上ではWindowsアカウントとも連動して複数ユーザ（最新バージョンでは最大6人分）での共用が可能となっている。
2012年3月2日にMac OS X向けの「i-FILTER 6.0 Mac版」（Mac OS X 10.5~7に対応）が発売された。

## 歴史
2000年9月に最初のバージョンがリリースされ、その後は1年から数年ごとに1回の頻度でメジャーバージョンアップを行っている。当初は単純にブラックリスト方式でのコンテンツフィルタリングを行うソフトであったが、バージョンアップを重ねるごとに様々な機能を搭載し、フィルタリングスイートとなっている。ISP向けに提供されていた「i-FILTER Active Edition」から一部、ネットワーク化しており、2010年10月26日に発表された最新バージョンである「i-FILTER 6.0」からは設定情報等もデジタルアーツ社側に保存することで、外部からの設定変更などが可能となった。なお、「i-FILTER 6.0」のダウンロード版は2010年10月29日より、パッケージソフトは2010年11月12日に発売となった。
2011年3月23日よりイメージキャラクターを加藤清史郎とし、開発元であるデジタルアーツならびに本ソフト初となるテレビCMを実施。併せて、イメージキャラクターを意識したホームページにリニューアルされている。
2011年12月7日よりスマートフォン向けサービスのキャラクターとして綾乃美花が追加され、関東エリアにてCMが放映される。CM放映に合わせてホームページもリニューアルされ、加藤清史郎と綾乃美花がコラボレーションしたデザインになっている。

## 主な機能
コンテンツフィルタリング
同ソフトの主要機能である。同社が目視で確認の上蓄積しているWebフィルタリングデータベースの情報を67のカテゴリ（企業向けi-FILTERの最新版であるVer.8は102カテゴリ）に分け閲覧を制限する事が可能。見せて良いサイト、見せたくないサイトの登録やホワイトリストでの運用等多彩な機能を有する。
検索結果フィルタリング
検索エンジンでの検索結果のリンク先がブロック対象となる場合、検索結果自体にマスクを掛け表示をブロック。
書き込みブロック
掲示板やチャット・ブログなどに対して書き込みを禁止することが可能。
アプリケーション制御
登録されたアプリケーションの利用を制限。禁止とタイマー連動から選択できる。禁止を選択した場合、該当のアプリケーションが起動されない。タイマー連動を選択した場合、後述のインターネットタイマー機能と連動する。ただし、アプリケーションごとの利用時間制限は不可。
インターネットタイマー
曜日、時間帯ごとのインターネット利用時間の制限ができる。また、1日の最大インターネット利用時間の制限も可能。利用時間が上限を超えた場合、登録されたメールアドレス宛てに、タイマー延長申請が可能。
インターネット利用状況確認
同ソフトがインストールされていないPCからでも最新版である「i-FILTER 6.0」がインストールされたPCであれば、インターネットの利用状況を確認することが可能。利用状況、アプリケーション制御履歴、検索単語ランキング、書き込み回数ランキングに加え、詳細履歴を利用者毎（最大6人分）まで閲覧する事が可能。

## 製品シリーズ
各シリーズにより搭載機能が異なる場合がある。
- スマートフォン/携帯電話向け
  - i-FILTER for Android
  - i- FILTER for iOS
  - i-FILTER for Mobile

- パソコン向け
  - i-FILTER for プロバイダー/i-フィルター Active Edition

- テレビ向け
  - i-FILTER for TV2/TV

- ゲーム機向け
  - i-FILTER for 3DS
  - i-FILTER for ニンテンドーDSiブラウザー
  - i-FILTER for ニンテンドーDSブラウザー
  - i-FILTER for Wii
  - i-FILTER for Wii U
  - i-FILTER for PSP
  - i-FILTER for PS3

- ルーター向け
  - i-FILTER for BUFFALO
  - i-FILTER for FREESPOT(フリースポット協議会提供サービス)

- その他向け
  - i-FILTER for Consumer Electronics